# NGC 2417
NGC 2417 é uma galáxia espiral (Sbc) localizada na direcção da constelação de Carina. Possui uma declinação de -62° 15' 09" e uma ascensão recta de 7 horas, 30 minutos e 12,1 segundos.
A galáxia NGC 2417 foi descoberta em 8 de Março de 1836 por John Herschel.